# Attilio Romanò
Attilio Romanò (Napoli, 30 marzo 1975 – Napoli, 24 gennaio 2005) è stato un imprenditore italiano, vittima della camorra.

## Biografia
Attilio Romanò era un giovane imprenditore, attivo nel settore della telefonia e informatica al dettaglio. Fu ucciso dalla Camorra per uno scambio di persona all'età di 29 anni nella città di Napoli.

### L'assassinio
Il 24 gennaio 2005, Romanò era l'unico presente nel negozio di telefonini nel quale lavorava all'ora di pranzo verso la chiusura pomeridiana. I sicari sono entrati e hanno sparato 5 colpi contro l'uomo che si trovava dietro il banco, non conoscendone l'effettiva identità. Reale obiettivo dell'agguato era Salvatore Luise, nipote del boss degli scissionisti Rosario Pariante. 

## Le indagini e i processi
Il 23 giugno 2010 tre ordinanze di custodia cautelare vengono emesse per gli esecutori e i mandanti dell'omicidio, il cui obiettivo era in realtà il cogestore del negozio di cellulari del quale Attilio era socio e commesso. Il 7 dicembre 2010, con l'udienza preliminare, e il 2 febbraio 2011 con la prima udienza in Corte d'Assise, si è aperto il processo ai danni del presunto esecutore materiale e dei presunti mandanti dell'omicidio del giovane.
La Regione Campania si è costituita parte civile al processo contro i tre killer del clan Di Lauro accusati dell'omicidio di Attilio Romanò nel febbraio del 2011.
Il 2 maggio 2012 la Terza Corte di Assise di Appello del Tribunale di Napoli ha condannato Mario Buono e Marco Di Lauro all'ergastolo, assolvendo Cosimo Di Lauro, per l'omicidio del giovane innocente Attilio Romanò. La Regione Campania ha ottenuto il riconoscimento del danno di immagine quantificato dalla Corte in ventimila euro per imputato. Il Pubblico Ministero Stefania Castaldi aveva richiesto tre ergastoli.
Il processo per la morte di Attilio Romanò è stato trasmesso dal celebre programma di Rai 3 Un giorno in pretura, nella puntata trasmessa il 14 ottobre 2017.

## Memoria
Il consiglio della VII Municipalità di Napoli ha istituito un premio letterario a nome di Attilio Romanò ed intitolato un asilo nido in via Gambardella..
Il consiglio della VII Municipalità di Napoli, il 24 gennaio 2011, ha approvato all'unanimità la proposta di intitolazione di via Napoli Capodimonte, a Miano, ad Attilio Romanò..
Attilio Romanò è ricordato ogni anno il 21 marzo nella Giornata della Memoria e dell'Impegno di Libera, la rete di associazioni contro le mafie, che in questa data legge il lungo elenco dei nomi delle vittime di mafia e fenomeni mafiosi.
Anche la fiction di Rai 3 Un posto al sole nella puntata di giovedì 21 marzo 2013 ha parlato del caso con una intervista alla sorella fatta dal giornalista Michele Saviani.
La scuola superiore "IPSIA Miano", poco più avanti dove Attilio Romanò venne ucciso nel suo negozio, nel 2016 viene rinominata "ISIS Attilio Romanò" proprio in suo onore.